# Voulge

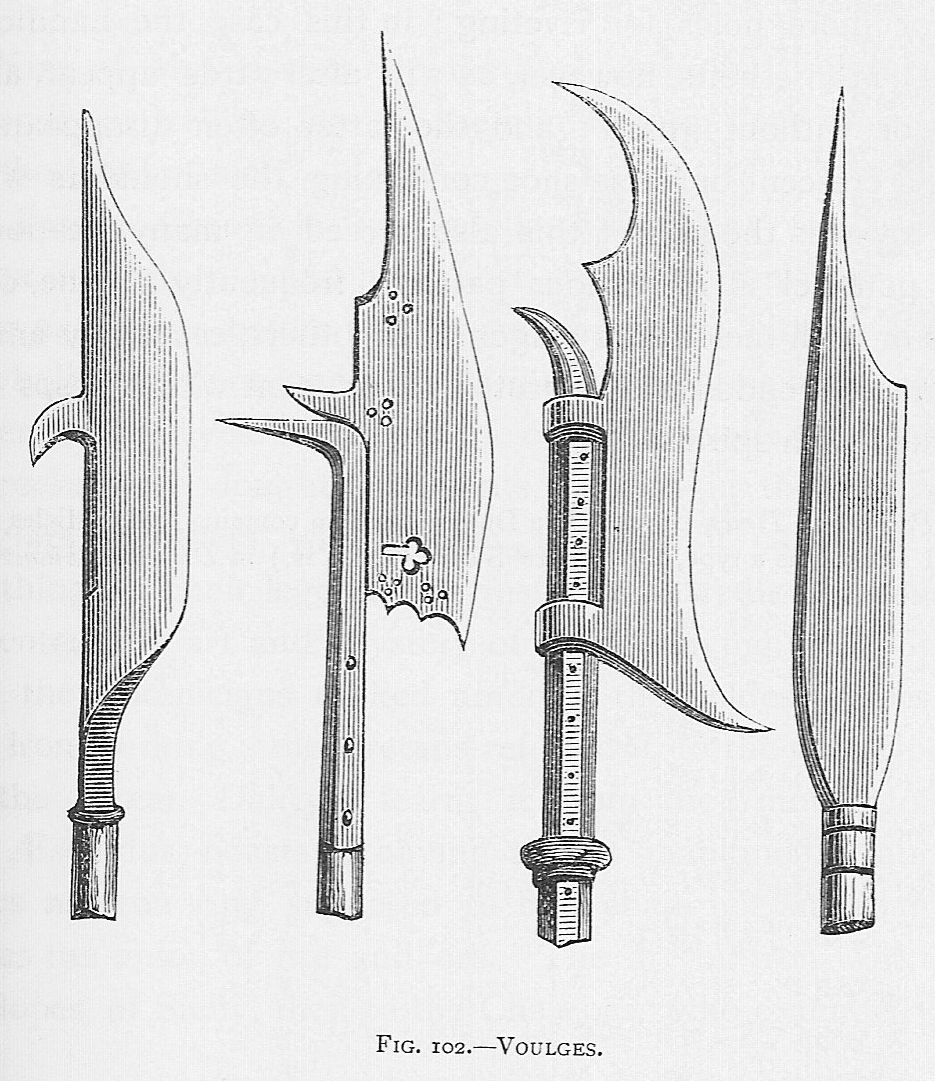
Lame di Voulge

La voulge, anche nota come "mannaia inastata", è un tipo di arma inastata diffusasi in Europa nel Tardo Medioevo. Aveva lama molto pesante, rassomigliante a quella di una mannaia, inastata su di un palo di lunghezza notevole, che correva parallela alla gorbia per i 2/3 della sua lunghezza. Nelle forme tarde, la voulge sviluppò anche una sommità acuminata, assumendo fogge simili a quelle del falcione.

## Storia
La voulge fu una delle prime armi inastate a diffondersi capillarmente in Europa dopo l'Anno Mille. Nella sua forma più primitiva, una lama di mannaia assicurata ad un'asta di legno tramite due anelli piatti, ricorda molto la berdica diffusasi in epoca coeva nell'areale del Mar Baltico, cosa che, probabilmente, accomunerebbe le due armi quali discendenti delle grandi scuri da guerra delle popolazioni germaniche della Scandinavia.
La voulge si diffuse primariamente nelle terre situate al confine tra l'Italia, il Regno di Francia ed il Sacro Romano Impero Germanico: il Vaud e la Svizzera. Il materiale iconografico coevo relativo alla Battaglia di Morgarten (1315) ci presenta i ribelli elvetici (v. mercenari svizzeri) armati di picca e voulge mentre sconfiggono la cavalleria pesante degli Asburgo.
Nel XV secolo, mentre gli svizzeri ed i lanzichenecchi tedeschi sviluppavano il modello della voulge nell'alabarda, la forma originale dell'arma si diffondeva nel Regno di Francia, ove venne fondato un apposito corpo di Voulgiers. Per la fin del Quattrocento, le voulge diffuse in Germania divennero una sorta di ibrido del falcione (arma in asta).